# Złociszek jaskrawy

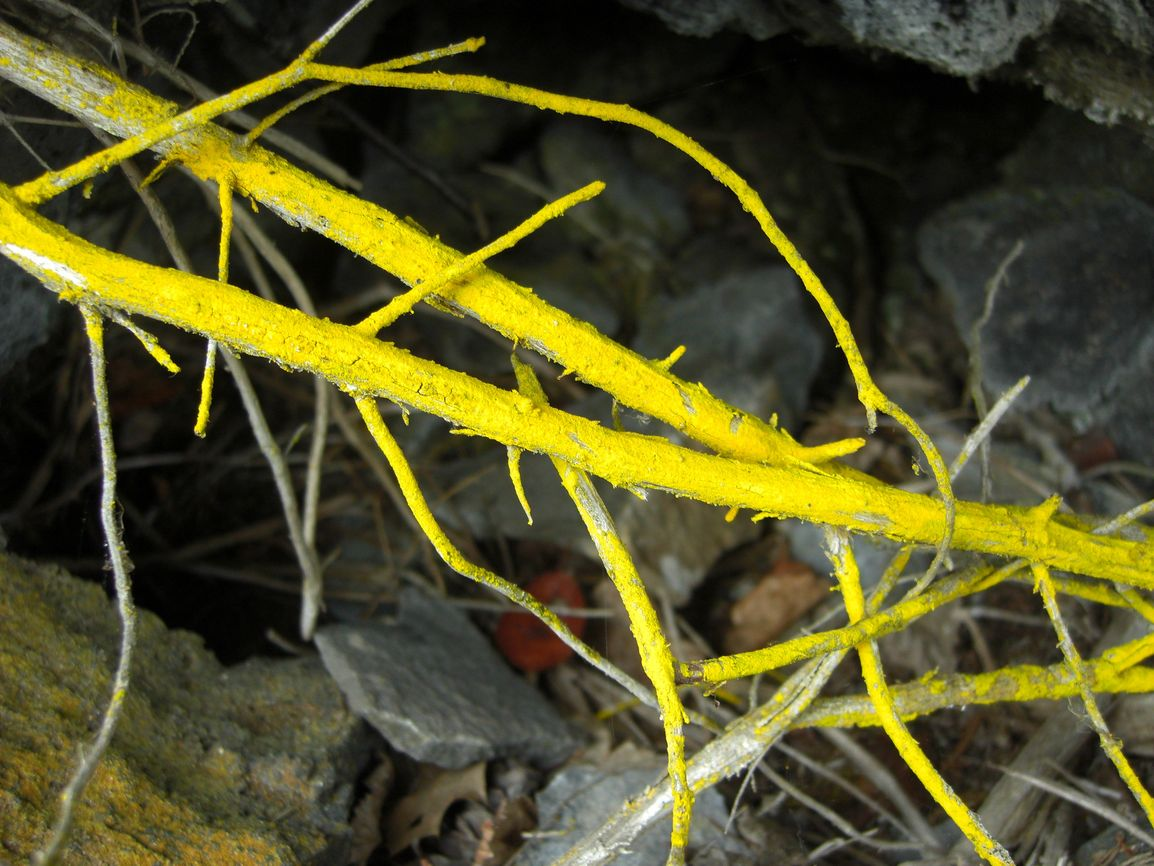
Proszkowata plecha bez owocników (na gałązce)

Złociszek jaskrawy (Chrysothrix candelaris (L.) J.R. Laundon) – gatunek grzybów z rodziny złociszkowatych (Chrysotrichaceae). Ze względu na symbiozę z glonami zaliczany jest do porostów

## Systematyka i nazewnictwo
Pozycja w klasyfikacji według Index Fungorum: Chrysotrichaceae, Arthoniales, Arthoniomycetidae, Arthoniomycetes, Pezizomycotina, Ascomycota, Fungi.
Po raz pierwszy gatunek ten zdiagnozowany został w 1753 r. przez K. Linneusza jako Byssus candelaris. Obecną, uznaną przez Index Fungorum nazwę nadał mu w 1981 r. J.R. Laundon.
Niektóre synonimy nazwy naukowej:

- Alysphaeria candelaris (L.) Turpin 1827
- Crocynia flava (Schreb.) Hue 1924
- Lepra candelaris (L.) F.H. Wigg. 1780
- Lepraria candelaria (L.) Fr. 1824
- Lepraria flava (Schreb.) Ach. 1799
- Lichen flavus Schreb. 1771[3].

Nazwa polska według Krytycznej listy porostów i grzybów naporostowych Polski, ale gatunek ten opisywany jest w Polsce także jako złociszek żółty lub liszajec żółty.

## Morfologia
Plecha skorupiasta z glonami protokokkoidalnymi, bardzo cienka, złożona z proszkowatych lub ziarenkowatych urwistków o średnicy 0,01–0,2 mm. Powierzchnia ziarenkowato-proszkowa o intensywnie żółtej barwie. Reakcje barwne: K – lub K + słabo czerwonawy, Pd – lub Pd + pomarańczowy, C –.
Wytwarza płaskie apotecja o średnicy ok. 0,5 mm. Mają one gładką, jasnopomarańczową tarczkę często przyprószoną. Brzeżek tarczki jest tej samej barwy co plecha, lub trochę ciemniejszy. W jednym worku powstaje 8 2-4 komórkowych askospor o rozmiarach 9-14 × 2,5–3 μm. W Polsce jednak nie znaleziono plech z owocnikami.

## Występowanie i siedlisko
Gatunek szeroko rozprzestrzeniony; występuje na wszystkich kontynentach oprócz Antarktydy. W Polsce występuje w rozproszeniu na terenie całego kraju. Rośnie głównie na korze drzew liściastych i iglastych, rzadziej na ich drewnie. Notowano go na następujących drzewach: jodła, klon, olsza, brzoza, grab, jesion, świerk, topola, dąb, wierzba, lipa.
W Polsce podlega ścisłej ochronie gatunkowej. Znajduje się na Czerwonej liście roślin i grzybów Polski. Ma status CR – krytycznie zagrożony.